# کردیت اکسپتنس
کردیت اکسپتنس (انگلیسی: Credit Acceptance) شرکت خدمات مالی آمریکایی است، که در سال ۱۹۷۲ توسط دونالد فوس تأسیس شد.